# Polyurena
Polyurena is een geslacht van rechtvleugeligen uit de familie sabelsprinkhanen (Tettigoniidae). De wetenschappelijke naam van dit geslacht is voor het eerst geldig gepubliceerd in 1967 door Piza.

## Soorten
Het geslacht Polyurena omvat de volgende soorten:
- Polyurena hexacercata Piza, 1967
- Polyurena jahyrae Piza, 1977
- Polyurena precaria Piza, 1950